# Этилцеллюлоза
Этилцеллюлоза — этиловый эфир целлюлозы. Порошок без цвета и запаха. Применяется в производстве пластмасс, лаков, электроизоляционных материалов и др.
Зарегистрирована в качестве пищевой добавки E462.